# Musculus splenius capitis
De musculus splenius capitis of hoofdspalkspier is een spier behorende tot de spinotransversale groep (van processus spinosus naar processus transversus).
Deze spier ontspringt op processus spinosus van C3-C7 en heeft als aanhechting de linea nuchae en processus mastoideus ossis temporalis.
Bij een unilaterale contractie is lateroflexie van het hoofd haar voornaamste functie naast een homolaterale rotatie van het hoofd. Bij een bilaterale contractie is dit retroflexie van het hoofd.